# Меезія довгоніжкова
Меезія довгоніжкова (Meesia longiseta) — вид мохів порядку парасольчикальних (Splachnales). Раритетний вид рослин, занесений до Червоного списку МСОП та інших природоохоронних документів.

## Опис
Рослини 0.4–0.8 см. Стеблові листки розпростерті та дещо скручені коли сухі, нерівномірно розпростерті та нечітко 3-рядні коли вологі, від яйцеподібно-ланцетних до ланцетних, 2–3.5 мм; краї від плоских до слабо викревлених базально, цільні; верхівка від гострої до вузькотупої. Статевий стан синоїчний. Коробочкові ніжки 5–11 см. Коробочка 3.5–4.5 мм. Спори 36–44 мкм.

## Поширення
Батьківщиною є Європа, Північна Америка, Південна Америка, Азія.
Населяє вапняні ґрунтові береги, багаті болота, бореальні, альпійські та арктичні місця; від низьких до високих висот.

## Охорона
Стан ряду природних популяцій виду в межах ареалу є загрозливим і потребує запровадження охоронних заходів. Саме тому меезія довгоніжкова занесена до
Червоного списку МСОП (охоронна категорія: вразливий вид) та Резолюції 6 Бернської конвенції (охоронна категорія: вид потребує спеціальних заходів збереження його оселищ).